# Geschichte der Ukraine während des Zweiten Weltkriegs
Die Geschichte der Ukraine während des Zweiten Weltkriegs beschreibt insbesondere den Zeitraum der Geschichte der Ukraine ab dem 1. September 1939, als mit dem deutschen Überfall auf Polen der Zweite Weltkrieg begann, bis zur frühen Nachkriegszeit. Die sowjetische Besetzung Ostpolens ab 17. September 1939 führte zur Aufteilung Polens zwischen Deutschland und der Sowjetunion, eine Aufteilung, die bereits in geheimen Zusatzprotokollen des Molotow-Ribbentrop-Paktes vorgesehen war, wodurch die Ukraine um Ostgalizien und Wolhynien vergrößert wurde. 1941 wurde die Ukraine von der deutschen Wehrmacht überfallen.

## Vorgeschichte
Die Ukrainische SSR, die den Hauptteil der heutigen unabhängigen Ukraine ausmacht, entstand 1922 anlässlich der Gründung der Sowjetunion. Daneben bestand in dem erst 1939 von Polen an die Sowjetunion gelangten Ostgalizien nach Ende des Ersten Weltkrieges kurzzeitig die Westukrainische Volksrepublik mit ukrainischer Bevölkerungsmehrheit. Darüber hinaus enthält die gegenwärtige Ukraine auch weitere Bestandteile aus Staatsgebieten des ehemaligen Ungarn, der Tschechoslowakei, Rumäniens und Polens. Die heutige Ausdehnung sollte die Ukraine erst nach dem Zweiten Weltkrieg erlangen.
In diesem Kontext ist auch der Kollaborationswille mit den Deutschen zu sehen. Streng genommen darf dieser Begriff nicht nur für die Unterstützung der deutschen Besatzer verwendet werden, denn die Sowjetunion wurde, zumindest in den 1939 annektierten westlichen Teilen, ebenso als fremd betrachtet.
In Polen gehörten 1931 offiziell 13,9 % der Bevölkerung der ukrainischen Minderheit an. Die Organisation Ukrainischer Nationalisten (OUN) war aus der 1920 gegründeten Ukrainischen Militärischen Organisation (UVO) und einem Bund der Ukrainischen Nationalistischen Jugend 1929 in Wien hervorgegangen. Sie erstrebte die Unabhängigkeit der Ukraine und spaltete sich 1940 in eine von Andrij Melnyk geführte Organisation – genannt „Melnykisten“ (OUN-M) – und die „Banderisten“ (OUN-B) unter Führung von Stepan Bandera.
Auf höchster Ebene konnte zwar ab 1926 eine Annäherung erfolgen, hingegen in Galizien trat eine Radikalisierung ein, wodurch circa 250.000 Ukrainer vorrangig nach Übersee auswanderten. In dieser Zeit wurde der Nationalismus immer stärker und die eben genannten Organisationen gewannen durch den Zulauf von Jugendlichen an Bedeutung und Stärke. Dies äußerte sich auch in terroristischen Anschlägen auf polnisches Gut sowie ranghohe Politiker. Mitunter kam es zu einer Eskalation von Gewalt und Gegengewalt.
In Rumänien, zu dem vor allem die heute ukrainische Nordbukowina und der heute ukrainische Teil von Bessarabien gehörten, wurden Organisationen und Zeitungen der Ukrainer verboten und eine Assimilierungspolitik betrieben, womit das Leben der nationalen Minderheiten denen in Polen ähnelte. Hingegen wurde in der Tschechoslowakei der Karpato-Ukraine Autonomie garantiert, wovon auch die ukrainische Kultur profitieren konnte. Bei der Zerschlagung der Tschechoslowakei 1938/39 erlangte dieses Gebiet nicht die gewünschte Unabhängigkeit, sondern wurde unter ungarische Verwaltung gestellt.
1937 erklärte der deutsche Abwehrchef Wilhelm Canaris, die Ukraine sei „für die Deutschen ein strategisches Ziel erster Güte“. Sie gelte als Achillesferse Polens und der Sowjetunion.

## Zweiter Weltkrieg
Die Ukraine war neben Weißrussland und dem Baltikum einer der Hauptkriegsschauplätze des Zweiten Weltkrieges, wovon Millionen von Toten sowie verwüstete Landstriche Zeugnis geben. Die Gesamtzahl der Toten wird mit 8 Millionen angegeben, davon 5 Millionen Zivilisten, einschließlich 1,6 Millionen ukrainische Juden. Die Kämpfe spielten sich zwischen den regulären Truppen der Roten Armee und der deutschen Wehrmacht sowie deren Verbündeten ab, wobei auch Waffen-SS-Verbände und Partisanen einbezogen waren.
Der Generalplan Ost, der vorsah, in der Ukraine 20 Millionen Deutsche anzusiedeln, wurde letzten Endes nicht verwirklicht.

### Widerstand allgemein
Der Widerstand in der Ukraine richtete sich während des Zweiten Weltkrieges, in der historischen bzw. zeitlichen Abfolge, gegen Polen, Kommunisten bzw. die Rote Armee und/oder die Deutschen. Dabei kam es zu teilweise eigenartigen Bündnissen, wobei einzelne Organisationen schließlich zeitlich parallel gegen alle, also gegen Sowjets, Polen und Deutsche, vorgingen. So begründete zwar 1939 Stalins Propagandist Jemeljan Jaroslawski die sowjetische Besetzung Ostpolens in der „Prawda“ damit, dass es um „Hilfe für die blutsverwandten [edinokrovnij] Ukrainer und Weißrussen, die in Polen wohnen“, gehe, und unterstützte damit verbal das Ziel radikaler ukrainischer Nationalisten, die Ukraine „polenfrei“ zu machen. Die Sympathien der nicht-kommunistischen Ukrainer konnten die Machthaber der Sowjetunion wegen des sich rasch bis 1941 etablierenden stalinistischen Terrorregimes aber nicht gewinnen.

### Widerstand gegen die Sowjetunion
Bereits im Oktober 1939, also unmittelbar nach der Eroberung der ostpolnischen Gebiete, wurden Volksabstimmungen in dem nun als westukrainisch bezeichneten Gebiet abgehalten. Eine „gewählte“ „Westukrainische Nationalversammlung“ erbat den Beitritt zur UdSSR, was schließlich mittels Gesetz beschlossen wurde. Dieses sollte auch die Rechtsgrundlage für die spätere Annexion 1944 darstellen.
Die sowjetische Herrschaft wurde von der ukrainischen Bevölkerung im Laufe des Jahres 1940 zunehmend als Belastung empfunden. Die Kollektivierung der Landwirtschaft führte zum Widerstand der sogenannten Kulaken, die „Entkulakisierung“ forderte Tausende von Menschenleben. Weitere sowjetische Aktionen waren Verbote ukrainischer Organisationen, zahlreiche Deportationen, die schätzungsweise zwischen 125.000 und 150.000 Menschen betrafen, sowie Massenerschießungen. Dies schürte den Hass sowie den Widerstandswillen weiter.
Bis Ende 1939 entschlossen sich circa 30.000 Ukrainer, die antisowjetisch eingestellt waren, zur Flucht in die von den Deutschen besetzten Gebiete.
In den übrigen, schon vor 1939 sowjetischen Teilen des Landes hoffte die ukrainische Bevölkerung, auch aufgrund des Bürgerkriegs und darauf folgenden stalinistischen Terrors, auf eine Besserung der Situation und Befreiung von der sowjetischen Herrschaft bzw. der polnischen Bevormundung. Dies führte zu grundlegender Sympathie gegenüber dem Deutschen Reich.
Die Organisation Ukrainischer Nationalisten (OUN) kämpfte trotz ihrer Aufspaltung in „Melnykisten“ und „Banderisten“ von Beginn an gegen die Sowjetunion, die Ukrainische Aufständische Armee der „Banderisten“ bekämpfte auch die Polnische Heimatarmee. Die beiden Gruppierungen der OUN wirkten 1941 an der Seite von Wehrmacht-Truppen beim Angriff auf die Sowjetunion mit und marschierten in den sowjetischen Teil der Ukraine ein.
Mit dem deutschen Überfall auf die Sowjetunion ab Juni 1941 wurden die Wolgadeutschen und etwa ein Viertel der Schwarzmeerdeutschen, die sich im „alten“ Herrschaftsgebiet befanden, durch Stalin weiter ins Landesinnere deportiert. Circa 300.000 dieser so genannten Ukrainedeutschen (daneben auch Bessarabiendeutsche, Bukowinadeutsche, Galiziendeutsche, Karpatendeutsche, Krimdeutsche, Wolhyniendeutsche) blieben zurück. Sie begrüßten mehrheitlich den Einmarsch deutscher Truppen. Einige von ihnen wurden von deutschen Behörden eingestellt, einige von ihnen traten der Wehrmacht oder der SS bei und beteiligten sich an Massenermordungen von Juden. Beim Rückzug der Wehrmacht mussten auch sie fliehen, wurden aber großenteils von der Roten Armee eingeholt und schließlich in andere Teile der Sowjetunion deportiert.

### Die Zeit unter deutscher Besatzung
Mit dem schnellen Vordringen der deutschen Wehrmacht in die Sowjetunion 1941 wurde auch der Wunsch nach Unabhängigkeit und Eigenstaatlichkeit der Ukraine bestärkt. Viele sahen nun diesen Zeitpunkt gekommen, weshalb bereits am 30. Juni in Lemberg ein eigener Staat durch Mitglieder der OUN, allen voran Stepan Bandera und Jaroslaw Stezko, proklamiert wurde. Dies sollte jedoch von deutscher Seite aus nicht toleriert bleiben; deshalb wurden diese Begründer wenige Tage später verhaftet und in das KZ Sachsenhausen deportiert.
Der deutsche Einmarsch hatte für die meisten Ukrainer sogar eine Schlechterstellung im Vergleich zur sowjetischen Herrschaft zur Folge, wodurch der Widerstandswille der Bevölkerung auch gegen die deutsche Besatzungsmacht geweckt wurde.
Die Gebiete mit ukrainischer Bevölkerung wurden in einzelne Verwaltungsbezirke mit unterschiedlicher Herrschaftsausübung aufgeteilt. Galizien wurde ein Teil des Generalgouvernements, die Bukowina, Bessarabien, Transnistrien sowie das Gebiet zwischen Dnjestr und dem südlichen Bug inklusive Odessa (als „Transnistria“ bezeichnet) rumänisch, und schließlich wurde für den Rest ein eigenes Reichskommissariat Ukraine geschaffen, welches von Erich Koch gemeinsam mit Ostpreußen geführt wurde. Die östlichsten frontnahen Gebiete wurden vom deutschen Militär direkt verwaltet.

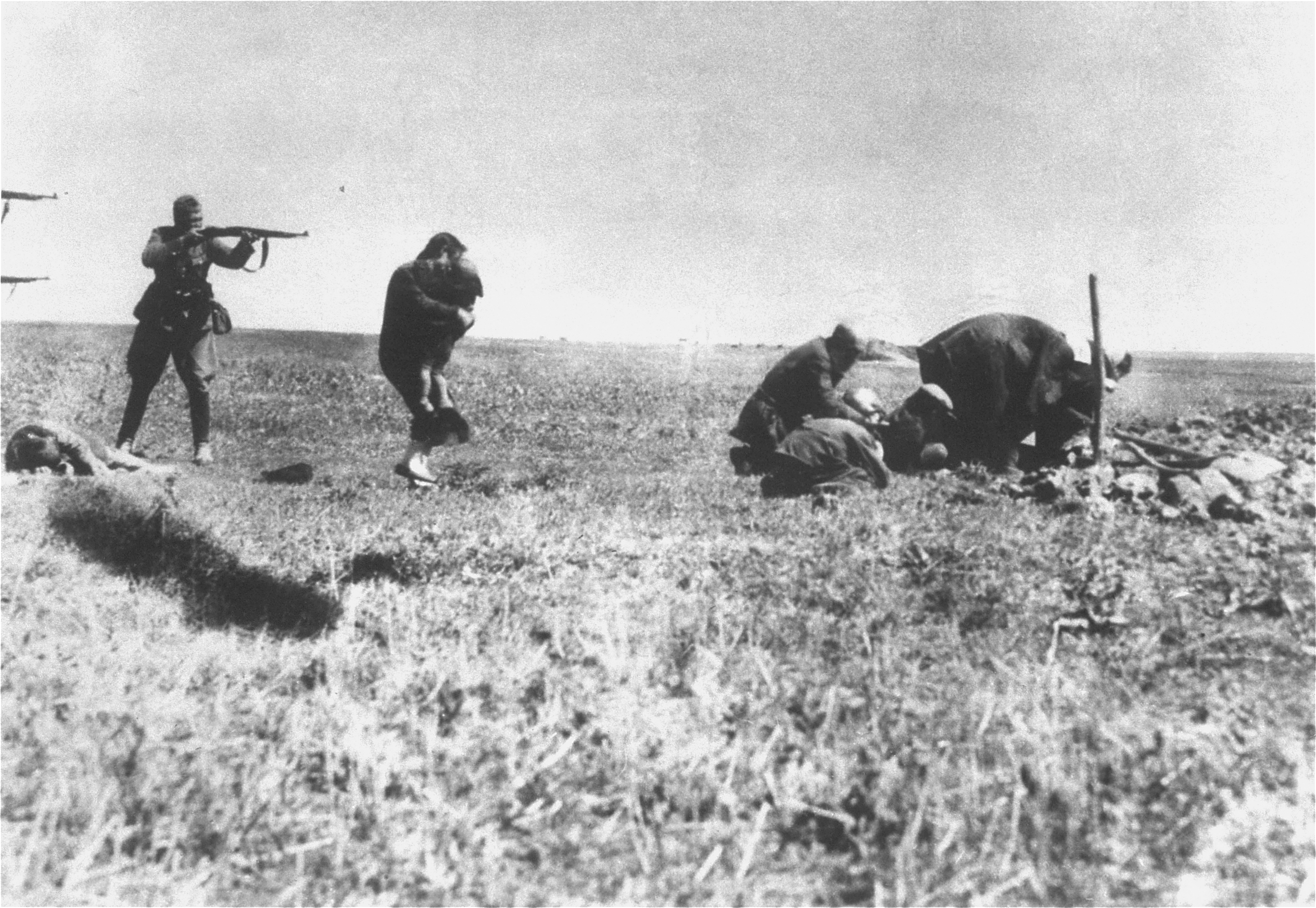
Die Iwanhorod-Einsatzgruppen-Fotografie zeigt die Erschießung durch Einsatzgruppen, Iwanhorod 1942

Vor allem in den ersten Monaten, bereits nach dem Abzug der Roten Armee 1941, nahmen viele Ukrainer als Hilfspolizisten oder als Zivilbevölkerung auch an den Pogromen gegen Juden teil. Nach dem Einmarsch der SS und der Sicherheitspolizei erfolgte eine planmäßige Tötung mit ukrainischer Hilfe. Das erste größere Pogrom fand bereits im Sommer 1941 mit geschätzten 5.000 ermordeten Juden in Lemberg statt. Beim Massaker von Babyn Jar in Kiew am 29./30. September 1941 wurden über 30.000 Juden ermordet.
Die SS, welche sogleich hinter der vorrückenden Wehrmacht und somit in relativer Frontnähe agierte, hatte den Auftrag, nach jeder Eroberung einer Ansiedlung die jüdischen Bewohner zu selektieren und möglichst zu ermorden. Bereits nach wenigen Monaten waren schätzungsweise 850.000 Juden ermordet worden.
Auch Mitglieder der OUN beteiligten sich an solchen Aktionen. In Galizien war die Beteiligung von Ukrainern am Holocaust bis zum Ende deutlich höher als im Osten. Hierbei ist erwähnenswert, dass allein 1943 circa 80.000 Ukrainer als Freiwillige angeworben wurden, wobei 17.000 in der SS-Division „Galizien“ für die Deutschen kämpften. Während des Zweiten Weltkriegs kämpften insgesamt etwa 300.000 Ukrainer auf Seiten der deutschen Streitkräfte. Der größte Verband war hierbei die (bis zu 80.000 Mann zählende) Ukrainische Befreiungsarmee. Viele Menschen in der Ukraine erhofften sich dadurch mehr staatliche Eigenständigkeit und eine Besserung der politischen Lage nach dem stalinistischen Terror und dem Holodomor.
Dieser Antisemitismus sowie die Abneigung gegenüber den Polen hatten seit dem Chmelnyzkyj-Aufstand um 1650 eine jahrhundertelange Tradition, was die Kollaboration in Form von Aktionen gegen Polen und Juden förderte. Eine gewisse scheinbare Autonomie, zumindest in Verwaltung und Rechtsprechung, gab es unter dem Ukrainischen Zentralkomitee, welches 1940 in Krakau gegründet wurde und für die Ukrainer in Ostpolen zuständig war. Dieser Antisemitismus wurde nicht nur von den Ukrainern ausgelebt, sondern ebenso von der Sowjetunion, die auch Judendeportationen vornahm.

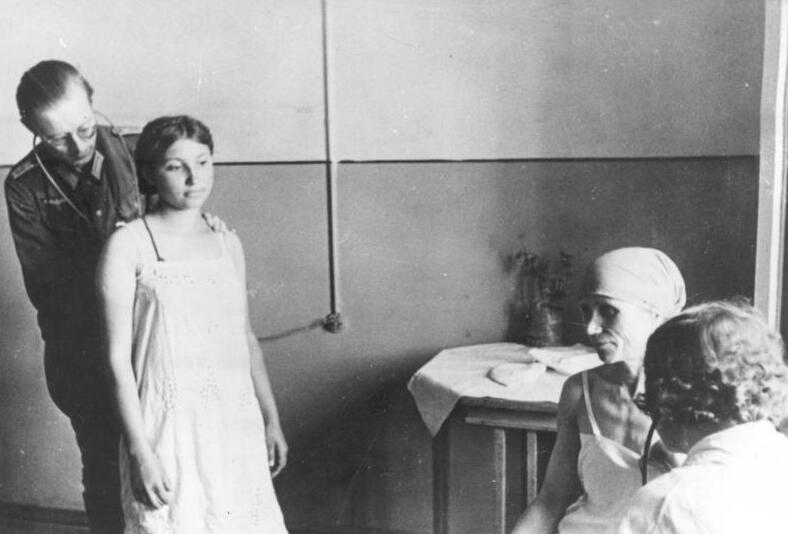
Musterung einer Ost-Arbeiterin, Kramatorsk 1942

Mit der Eroberung der Ukraine durch das Deutsche Reich begann die Ausbeutung und Unterdrückung der Bevölkerung durch die Deutschen und deren Verbündeten. Die Ukraine hatte den Status einer Kolonie, die Produkte aus der Landwirtschaft (u. a. Getreide, Fleisch, Vieh) ins Dritte Reich zu liefern hatte. Hierbei spielte auch die Differenzierung und Einteilung nach den Nürnberger Rassengesetzen eine gewichtige Rolle, wonach Slawen „Untermenschen“ seien. Ukrainische Nationalisten wie Stepan Bandera, die sich nicht nur deutschen Nationalsozialisten, sondern auch Faschisten wie Benito Mussolini, Francisco Franco oder Ante Pavelić verbunden fühlten, hatten diese Aspekte der NS-Ideologie bei ihrer Freude über den Einmarsch der deutschen Wehrmacht in der Ukraine nicht bedacht. Zahlreiche ukrainische Kriegsgefangene starben in deutscher Gefangenschaft, meist durch Hunger, Seuchen und Misshandlungen.
Während der Besatzung der Ukraine durch die Deutschen wurden ebenso über eine Million Ukrainer zur Zwangsarbeit ins Reich verfrachtet und waren als Industrie- oder Landarbeiter tätig. Diese Transporte wurden sogar noch während des Rückzugs der deutschen Wehrmacht durchgeführt.
Diese Maßnahmen, die die Deutschen betrieben, schürten den Widerstandswillen der Ukrainer, worauf 1942 die Ukrainische Aufstandsarmee (UPA) gegründet wurde, die bis um 1956 Bestand hatte. Sie führte einen Partisanenkrieg in Polesien und Wolhynien gegen Polen, die Sowjetunion sowie Deutschland. Da die UPA einen ethnisch reinen faschistischen Führerstaat anstrebte, verübte sie aber Februar zahlreiche Massaker in Wolhynien und Ostgalizien. 
1943/44 verstärkte sich der Abwehrkampf und eine breite Partisanenbewegung bildete sich heraus, die offen gegen die deutschen Besatzer ankämpfte. Jedoch war der Widerstand in sich keineswegs geeint, sondern es gab neben den national ukrainisch Gesinnten ebenso Kommunisten, die wiederum im Westen keine Unterstützung fanden. Schließlich sollte die UPA auch nach dem Zweiten Weltkrieg gegen die Sowjetunion bis in die 1950er Jahre kämpfen.
Im Osten arbeiteten die Partisanen auch mit der Roten Armee zusammen, aber unter den Widerstandskämpfern, die mit dem Kommunismus sympathisierten, waren neben Russen und Weißrussen deutlich weniger Ukrainer zu finden. Diese konstituierten sich 1944 im von UPA-Anführern gegründeten „Obersten ukrainischen Befreiungsrat“.

### Juristische Aufarbeitung
Am 1. November 1943 kamen die Außenminister des Vereinigten Königreichs, der USA und der Sowjetunion in der Moskauer Erklärung überein, dass Deutsche, die an Gräueltaten, Massakern und Hinrichtungen beteiligt waren, in den Ländern strafrechtlich belangt würden, in denen sie die Taten ausgeführt hatten. Im Dezember 1943 fand auf ukrainischem Gebiet der Kriegsverbrecherprozess von Charkow statt, dem Prozesse in Kiew und Mariupol folgten.

## Deportationen
Während des Zweiten Weltkriegs wurden in der Ukraine Menschen mehrerer Ethnien und Nationen deportiert oder zwangsumgesiedelt, vor allem Ukrainer, Deutsche, Juden und Polen (siehe auch Ukraine#Bevölkerung).
Laut Artikel 46 der Haager Landkriegsordnung von 1907 sind Okkupanten verpflichtet, in den von ihnen besetzten Gebieten die Rechte und das Eigentum der Bürger zu schützen; Artikel 50 verbietet Kollektivstrafen. Vertreibungen und Deportationen sind Kriegsverbrechen und Verbrechen gegen die Menschlichkeit.
Die ersten Deportationen betrafen bereits 1939, nach dem fast gleichzeitig erfolgten Angriff der Sowjetunion auf Polen, die neu eroberten Gebiete. Alte Führungsstrukturen wurden aufgelöst oder verboten, deren Vertreter verhaftet sowie in den Osten des Landes verbracht. Dies betraf vorrangig Polen, jedoch auch Juden und Ukrainer.
Auf der Konferenz von Jalta im Februar 1945 wurde die Curzon-Linie als die Westgrenze der Sowjetunion festgelegt (siehe auch Konferenz von Jalta#Polen) und (mit Abänderungen) nach der Potsdamer Konferenz (Juli 1945) auch realisiert. Damit entstanden die heutigen Grenzen der Ukraine zu Belarus und zu Polen.
In Osteuropa wurden vor allem Polen und Ukrainer zwangsweise umgesiedelt, vor allem auf der Basis eines am 8. September 1944 geschlossenen polnisch-sowjetischen Abkommens, das die Deportationen legitimieren sollte. Diese Zwangsumsiedlungen waren ethnische Säuberungen. Im Rahmen der Westverschiebung Polens wurden ungefähr eine Million Polen (zwangs)umgesiedelt, vorrangig in den Westen des heutigen Polen, wo bis dahin Deutsche gelebt hatten. Außerdem wurden etwa eine halbe Million Ukrainer in den ehemals (ost-)polnischen Gebieten angesiedelt, die aus Gebieten östlich der Curzon-Linie kamen. Von diesen „Umsiedlungs-“Aktionen waren zunächst – bis 1947 – die Lemken ausgenommen. Nach einem Anschlag wurden diese in der Operation Weichsel in ehemals deutsche Gebiete Polens deportiert. Diese Aktion umfasste in etwa 150.000 Personen und entzog den im Untergrund operierenden ukrainischen Partisanen ihren Rückhalt.
Stalin ließ in den Jahren 1946 bis 1949 hunderttausende Ukrainer nach Sibirien deportieren. Umgekehrt wanderten hunderttausende Russen in die Ukraine ein (→ Russifizierung).

## Die Ukraine nach dem Zweiten Weltkrieg
Das Staatsgebiet der heutigen Ukraine wurde bis Oktober 1944 durch die Rote Armee von der deutschen Wehrmacht befreit und erobert, sodass die Konferenz von Jalta im Februar 1945 auf der Halbinsel Krim stattfinden konnte, welche die Neuordnung Europas zum Inhalt hatte. Hierbei wurde wie bei der Konferenz von Teheran im Herbst 1943 und der Potsdamer Konferenz im Sommer 1945 über die Curzon-Linie, die durch die geheimen Zusatzprotokolle des Molotow-Ribbentrop-Abkommens vom August 1939 entstanden war, verhandelt. Letztlich wurde die Westverschiebung Polens mit Abweichungen zur Curzon-Linie in die Tat umgesetzt, womit die heute gültigen Grenzen der Ukraine zu seinen westlichen Nachbarstaaten entstehen konnten. Von dieser Abweichung war auch die Karpato-Ukraine betroffen, die ursprünglich wieder ungarisches Gebiet, aber 1944 erstmals sowjetisches Staatsgebiet wurde. Damit waren erstmals fast alle Ukrainer in einem Staat vereinigt.
Somit wurde in mehreren Konferenzen wie in Teheran, Jalta und schließlich in Potsdam über die zukünftigen Grenzen Deutschlands, aber auch Polens und somit ebenso über das territoriale Schicksal der Ukraine beratschlagt und schlussendlich beschlossen. Die Anerkennung sollte diese jedoch erst später erfahren. Da sich die Verhandlungspartner der Konsequenzen dieser Beschlüsse durchaus bewusst waren, sollten die Ausweisungen in „geregelter und humaner“ Weise durchgeführt werden. Historische Berichte von Augenzeugen, welchen zumeist zweifelsohne Glauben geschenkt werden kann, beweisen, dass diese nicht so abliefen. Eigentlich waren diese Beschlüsse nur eine weitere Legitimation für das sich abzeichnende Unglück, das seine Fortsetzung finden sollte. Aufgrund der geplanten Ausweisungen kam es immer wieder zu Behinderungen der potentiellen Heimkehrer in ihre Heimat durch polnische und sowjetische Behörden und stellt ebenso eine Vertreibung dar.
Sofort nach der Rückeroberung bzw. „Befreiung“ des ukrainischen Gebietes wurde von Seiten der Sowjetunion eine Eingliederung und Gleichschaltung praktiziert, die unter anderem durch eine nach außen hin scheinbare Autonomie hergestellt werden sollte, um die Bevölkerung für sich zu gewinnen, und so wurde die Ukraine neben Weißrussland auch Gründungsmitglied der Vereinten Nationen. Somit wurde die Anzahl der Stimmberechtigten erhöht, die mit ziemlicher Sicherheit loyal an Stalins Seite stehen würden, weil die Außenpolitik weiterhin in der Kompetenz der Sowjetunion verblieb.
Innenpolitisch wurde gegen die national gesinnten Ukrainer, welche Autonomiebestrebungen verfolgten und sich vor allem im Westen des Landes aufhielten sowie gegen die Unierte Kirche, vorgegangen. So wurde Letztere zur Aufkündigung der Anerkennung des Papstes als deren kirchliches Oberhaupt gezwungen. Deren Gläubige unterstanden nunmehr der Russisch-Orthodoxen Kirche, konnten aber weiter im Untergrund operieren.
Neben diesen Maßnahmen, die sich unmittelbar gegen die Bevölkerung richteten, gab es noch ab 1946 Kampagnen des Zentralkomitees gegen den „bürgerlichen ukrainischen Nationalismus“ sowie gegen „die feindliche bürgerlich-nationale Ideologie“. Dies betraf vorrangig die Intellektuellen, also Historiker, Komponisten, Literaturwissenschaftler sowie Schriftsteller, und gegen diese wurde vorgegangen. Das Ziel dieser Aktionen war die Einschüchterung, Gleichschaltung und teilweise bewusste Inkaufnahme der Vernichtung dieser Bevölkerungsgruppe. So wurden circa 10.000 Angehörige dieser Eliten, die auch Juden einschlossen, verhaftet und nach Sibirien deportiert. Viele von ihnen fielen den neuerlichen stalinistischen Säuberungen zum Opfer. Ebenso wurde an Stelle des Sowjetpatriotismus ein alleiniger russischer Nationalismus gesetzt, wodurch das im Westen des Landes in der Zwischenkriegszeit langsam herausgebildete ukrainische Nationalbewusstsein nicht Fuß fassen konnte. Dies gipfelte in einer Lobpreisung des „großen russischen Volkes“ und der Unterricht in der Grundschule war ausschließlich ukrainischsprachig.
Als deutlich schwieriger und fühlbar offensichtlicher war der Kampf gegen die Ukrainische Aufständische Armee (UPA), deren Anzahl mehrere Zehntausend Mann betrug. Diese war auch nach dem Ende des Zweiten Weltkriegs weiterhin im Westen des Landes aktiv und verübte Sabotageakte sowie Attentate auf Funktionäre der Sowjetunion, wodurch Tausende zu Tode kamen. Da diese Organisation auf die Hilfe der ukrainischen Zivilbevölkerung zählen konnte, hielt sich der Widerstand in den galizischen und karpatischen Wäldern jahrelang erfolgreich, bis er ab 1948 nachhaltig gebrochen wurde, auch mit Hilfe von „Umsiedlungsaktionen“. So wurden ein Jahr zuvor die Lemken, eine Volksgruppe der in den Karpaten lebenden Ukrainer mit etwa 150.000 Personen, deportiert. Damit war den im Untergrund operierenden ukrainischen Partisanen ein wichtiger Rückhalt entzogen worden. Außerdem fiel 1950 im Widerstandskampf der Kommandeur der UPA Roman Schuchewytsch, womit die Partisanen weiter geschwächt wurden. Dennoch setzten sich die Auseinandersetzungen noch einige Jahre fort. Somit waren zwar die meisten Ukrainer in einem Staat vereint, aber dennoch nicht frei.